# Roncade
Roncade is een gemeente in de Italiaanse provincie Treviso (regio Veneto) en telt 12.738 inwoners (31-12-2004). De oppervlakte bedraagt 62,0 km², de bevolkingsdichtheid is 205 inwoners per km².

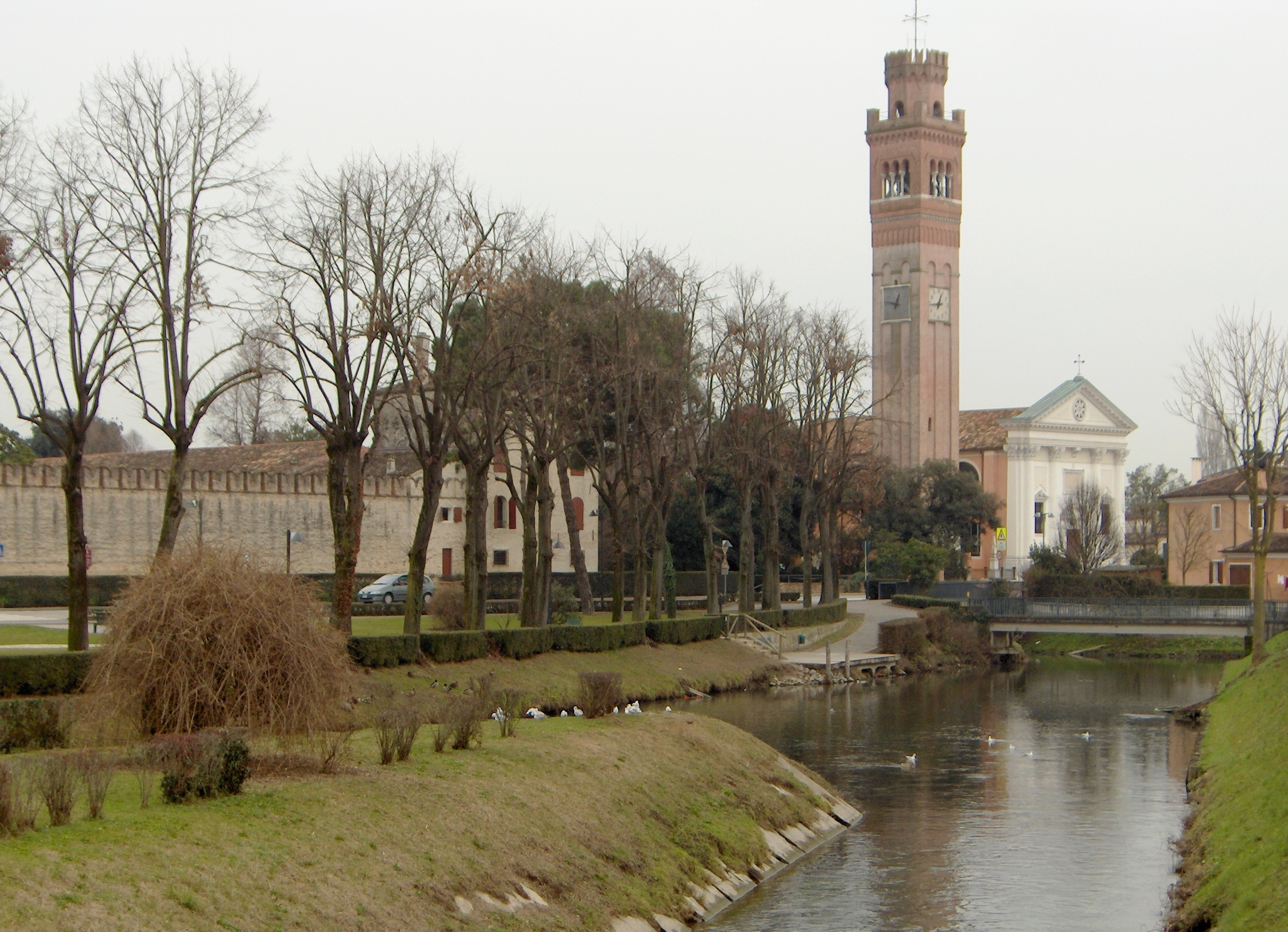
Roncade
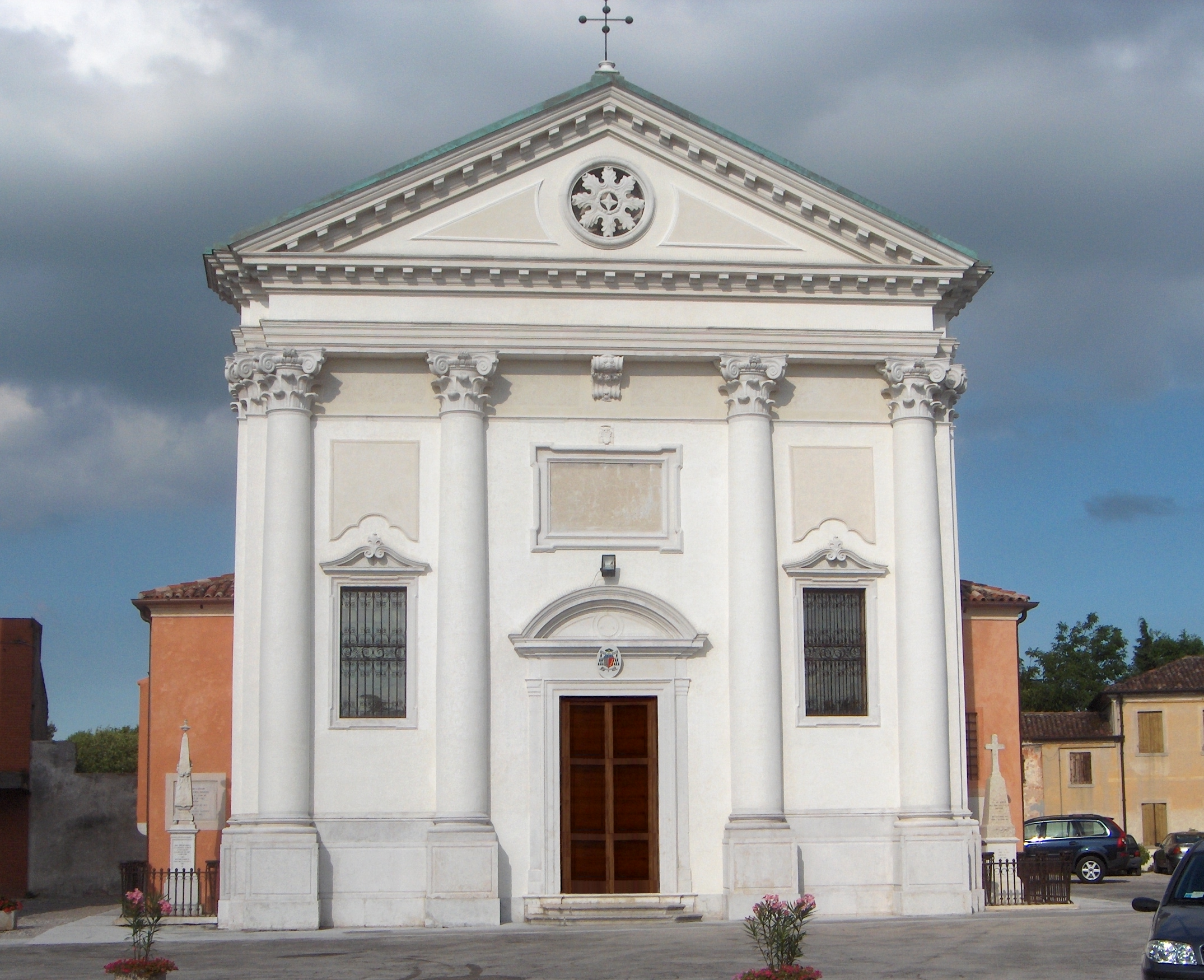
Kerk in Roncade

## Demografie
Roncade telt ongeveer 4636 huishoudens. Het aantal inwoners steeg in de periode 1991-2001 met 3,4% volgens cijfers uit de tienjaarlijkse volkstellingen van ISTAT.
| Jaar | Inwoneraantal |
| ---- | ------------- |
| 1991 | 11.518        |
| 2001 | 11.911        |

## Geografie
Roncade grenst aan de volgende gemeenten: Casale sul Sile, Meolo (VE), Monastier di Treviso, Quarto d'Altino (VE), San Biagio di Callalta, Silea.
Zie ook: Castello di Roncade